# 手代木勝任
手代木 勝任（てしろぎ かつとう）は、幕末の会津藩士。明治時代の地方官吏。

## 生涯

### 幕末
会津藩士・佐々木源八の長男として生まれ、源八の実兄で、百石取りの手代木勝富の養子となった。京都見廻組組頭である佐々木只三郎、隊員であった佐々木源四郎は実弟。妻は150石取の藩士、小川権次の次女、喜与子。江戸御聞番として出仕している。
会津藩主松平容保が京都守護職を務めていた際、手代木は公用方として京に赴任し、諸藩との折衝や、京都町奉行や京都所司代との連絡用務、新選組の指揮などを受け持った。元治元年には京都定詰公用人・御聞番御内用兼務となり、容保の名代として宮中に参内を行うこともあった。この際徳川慶喜から賞賜を受け、金、服地を賜っている。また才幹を認められ、幕府への出仕も求められた。
鳥羽・伏見の戦いの後、和歌山から海路会津に戻り、奥羽越列藩同盟のために諸藩との交渉を行った。会津戦争において会津若松城に篭城。若年寄に昇進した。開城の際、手代木は藩命により秋月悌次郎とともに城を脱出。米沢藩に赴き、降伏の仲介を依頼し、官軍首脳の板垣退助、伊地知正治との降伏交渉を行なった。

### 囚人
戦後は会津藩士のうちでまっさきに東京に召喚された5名のうちの一人となっており、10月17日に東京に護送された。投獄された後に小倉藩邸にお預けとなる。明治2年（1869年）6月に高須藩への永のお預けとなり、7月には高須にうつっている。高須藩主松平義勇は容保の実弟であり、格別に厚遇されたという。明治4年9月には高須藩が尾張藩と合併したために尾張藩に預け替えとなり、12月には青森県の親類への預けとなる。明治5年（1872年）2月6日に赦免された。

### 明治
4月16日、青森県庁より呼び出され、中央政府への任官を求められる。手代木は旧主容保に伺いを立ててからお受けすると返答し、江戸で容保と面会した。容保はこれを快諾し、前途を祝す歌を贈っている。5月には左院少議生となり、その後は香川県、高知県の各権参事を歴任し、明治11年（1878年）には岡山区長を勤めた。この間、福島県知事の内命を受けるが断っている。また困窮した会津松平家のため、20年間俸給の半ばを割いて送金していたという。明治37年（1904年）、岡山市で没した。墓所は岡山市東山霊園。

## 家族
子女のうち、長女の元枝は太田始四郎の後妻となり太田収（山一証券社長）を産み、次女の中枝は米沢藩士・甘粕鷲郎に嫁ぎ二女を儲けた。甘粕夫妻は早くに亡くなり、娘達は叔父の甘粕三郎に引き取られたが、長女の初（初子）は後に新島八重の養女となっている。養嗣子となった手代木良策は大正12年（1923年）6月に『手代木直右衛門伝』を刊行している。